# Posolskoje
Posolskoje (ros. Посольское) – wieś w Rosji, w Buriacji, w rejonie kabańskim. W 2010 liczyła 782 mieszkańców.